# Белтрами, Марко
Марко Белтрами (англ. Marco Beltrami; родился 7 октября 1966 года) — американский кинокомпозитор.

## Жизнь и карьера
Белтрами родился в Лонг-Айленде, Нью-Йорк. У него греческие и итальянские корни. Учился в средней школе Уорда Мелвилла. Марко окончил Брауновский университет и школу музыки Йельского университета, а затем переехал на запад и поступил в музыкальную школу Торнтона в Лос-Анджелесе, где он учился у Джерри Голдсмита.
В 1994 году он написал свои первые композиции для фильма «Death Match» режиссёра Джо Копполлетта, а известность к нему пришла после написания саундтрека к знаменитому фильму «Крик» режиссёра Уэса Крэйвена. C тех пор Белтрами пишет музыку преимущественно к триллерам и фильмам ужасов, таким как: «Мутанты» (1997), «Факультет» (1998), «Глаза Ангела» (2001), «Ничего себе поездочка» (2001), «Обитель зла» (2002), «Блэйд 2» (2002), «Хеллбой: Герой из пекла» (2004), «Я, робот» (2004) и «Ночной рейс» (2005).
Белтрами пробовал себя в написании музыки к независимому кино. Его труды не прошли незамеченными: в 1998 году он был номинирован на премию «Эмми» за саундтрек к фильму «Дэвид и Лиза» режиссёра Джека Перри.
Марко Белтрами понял, что ему тесно в роли композитора для ужастиков. Следующая его работа была — саундтрек к фильму «Крепкий орешек 4.0» (2007), в основе которого легли оригинальные треки композитора Майкла Кэймена из предыдущих частей фильма. В том же году Белтрами номинируется на премию «Оскар» за фильм «Поезд на Юму». В 2010 был выдвинут на премию «Оскар» за саундтрек к фильму «Повелитель бури».

## Сотрудничество
Белтрами неоднократно работал с такими режиссёрами как Уэс Крэйвен, Гильермо дель Торо, а также с Робертом Родригесом и Дж. Дж. Абрамсом. Он также работал со многими музыкантами, в том числе с Мэрилином Мэнсоном для фильма «Обитель зла».
В октябре 2002 года на официальном сайте Марко было сообщение, что он работал над оркестровой аранжировкой песен «Thyme», «The General», «Leave Me Alone» и «Seven» с альбома Chinese Democracy группы Guns N' Roses. Ни одна из этих песен не вошла в окончательную версию альбома. Тем не менее песни «Street Of Dreams», «Madagascar», «There Was a Time», «This I Love» и «Prostitute», аранжировки к которым также делал Белтрами, попали в альбом группы, а сама песня Chinese Democracy вошла в саундтрек к фильму «Поезд на Юму». Эксл Роуз подтвердил, что оставшиеся четыре песни войдут в следующий альбом группы.

## Фильмография
- Крик
- Мутанты
- Крик 2
- Хэллоуин: 20 лет спустя
- Студия 54
- Факультет
- Ворон 3: Спасение
- Крик 3
- Наблюдатель
- Дракула 2000
- Глаза Ангела
- Ничего себе поездочка
- Опасные игры
- Как заработать 20 миллионов баксов[англ.]
- Обитель зла
- Блэйд 2
- Дракула 2: Вознесение
- Терминатор 3: Восстание машин
- Хеллбой: Герой из пекла
- Я, робот
- Полёт Феникса
- Оборотни
- Три икса 2: Новый уровень
- Ночной рейс
- Другой мир: Эволюция
- Омен
- Похищение
- Невидимый
- Крепкий орешек 4.0
- Поезд на Юму
- Глаз
- Повелитель бури
- Макс Пэйн
- Враг государства № 1
- Знамение
- Тринадцать
- Потрошители
- Джона Хекс
- Забери мою душу
- Крик 4
- Не бойся темноты
- Нечто. Приквел
- Женщина в чёрном
- Кручёный мяч
- Суррогат
- Крепкий орешек: Хороший день, чтобы умереть
- Сквозь снег
- Тепло наших тел
- Война миров Z
- Росомаха: Бессмертный
- Телекинез
- Местный
- Седьмой сын
- Ганмен
- Фантастическая четвёрка
- Хитмэн: Агент 47
- Выхода нет (2015)
- Рождество (2015)
- Боги Египта (2016)
- Отмель (2016)
- Бен-Гур (2016)
- Матильда (2016)
- Логан (2017)
- Состояние рассудка
- Страшные истории для рассказа в темноте (2019) (Совместно с Анной Друбич)
- Красивый, плохой, злой (2019)